# Васильчук Святослав Карпович
Святослав Карпович Васильчук (5 вересня 1941, Антонівка, Рівненська область) — український журналіст, письменник, науковець, громадський та політичний діяч, Заслужений журналіст України, кавалер ордена «За заслуги» III ступеня. Депутат Житомирської обласної ради 1—3 скликань.

## Із життєпису
Батько — Карпо Васильчук — був надрайоновим провідником ОУН Костопільської округи, на псевдо «Сагайдак», перед тим — солтисом та головою сільради. Засуджений у 1945 році, загинув на каторзі у Воркуті. У лавах українського підпілля загинули два дядьки та брат.
Середню школу закінчив у Воркуті. Через боротьбу членів родини за незалежність України, зазнав переслідувань у студентські роки: на першому курсі Київського університету ім. Шевченка був арештований на три дні з допитами у київському КДБ. На другому курсі був відрахований через «націоналістичні погляди, несумісні з поглядами радянського студента». Поновлений за сприяння Олеся Гончара. Після завершення навчання працював кореспондентом обласних газет у Хмельницькому, Вінниці, в Житомирі став редактором «Укрінформагропрому» по області. Батько трьох дітей. Був кандидатом у депутати Верховної Ради, Житомирської обласної ради від Народного руху України, Українського народного руху, «Нашої України», «Свободи». Депутат Житомирської обласної ради 1—3 скликань (1990—2002 роки).
Ініціатор створення у 1989 році в Житомирі «Просвіти», з 2000 року незмінний керівник її обласної організації. Професор Поліського національного університету.
Автор поетичних збірок «Вереси», «Калиновий кетяги», «Зборів».
У 2022 році видав книгу «Із славетного роду Руданських».

## Відзнаки та нагороди
- Орден «За заслуги» (2015 рік) — за значний особистий внесок у державне будівництво, соціально-економічний, науково-технічний, культурно-освітній розвиток Української держави, багаторічну сумлінну працю, високий професіоналізм та з нагоди Дня Соборності України[8].
- Відзнака «За заслуги перед містом» II ступеня (2018 рік) — за просвітницьку діяльність та значний внесок у розвиток української культури[5].
- Всеукраїнська літературно-мистецька премія імені Степана Руданського (2023 рік) — за книгу «Із славетного роду Руданських»[9].